# Una finestra sobre Luna Park
Una finestra sobre Luna Park (títol original en italià: La finestra sul Luna Park) és una pel·lícula italiana dirigida el 1957 per Luigi Comencini. Aquesta pel·lícula aborda clarament un dels temes-claus de l'obra de Luigi Comencini: la relació pares-fills. A més, la pel·lícula es desenvolupa en un context social particular, el dels afores romans miserables dels « borgate » (barris de barraques). Ha estat doblada al català.

## Argument
Els sofriments afectius d'un nen, Mario (Giancarlo Damiani), el pare del qual és obligat a treballar a l'estranger (a l'Àfrica), i la mare, Ada (Giulia Rubini), acaba de morir en un accident de circulació. El relat tràgic de les dificultats de comprensió entre un fill i el seu pare.

## Repartiment
- Giulia Rubini: Ada
- Gastone Renzelli: Aldo
- Giancarlo Damiani: Mario
- Pierre Trabaud: Righetto
- Silvana Jachino: la mestra

## Premis i nominacions
Nominacions
- 1957: Os d'or al Festival Internacional de Cinema de Berlín per Luigi Comencini